# Aire d'attraction de la Côte-Saint-André
L'aire d'attraction de la Côte-Saint-André est un zonage d'étude défini par l'Insee pour caractériser l’influence de la commune de La Côte-Saint-André sur les communes environnantes.

### Carte

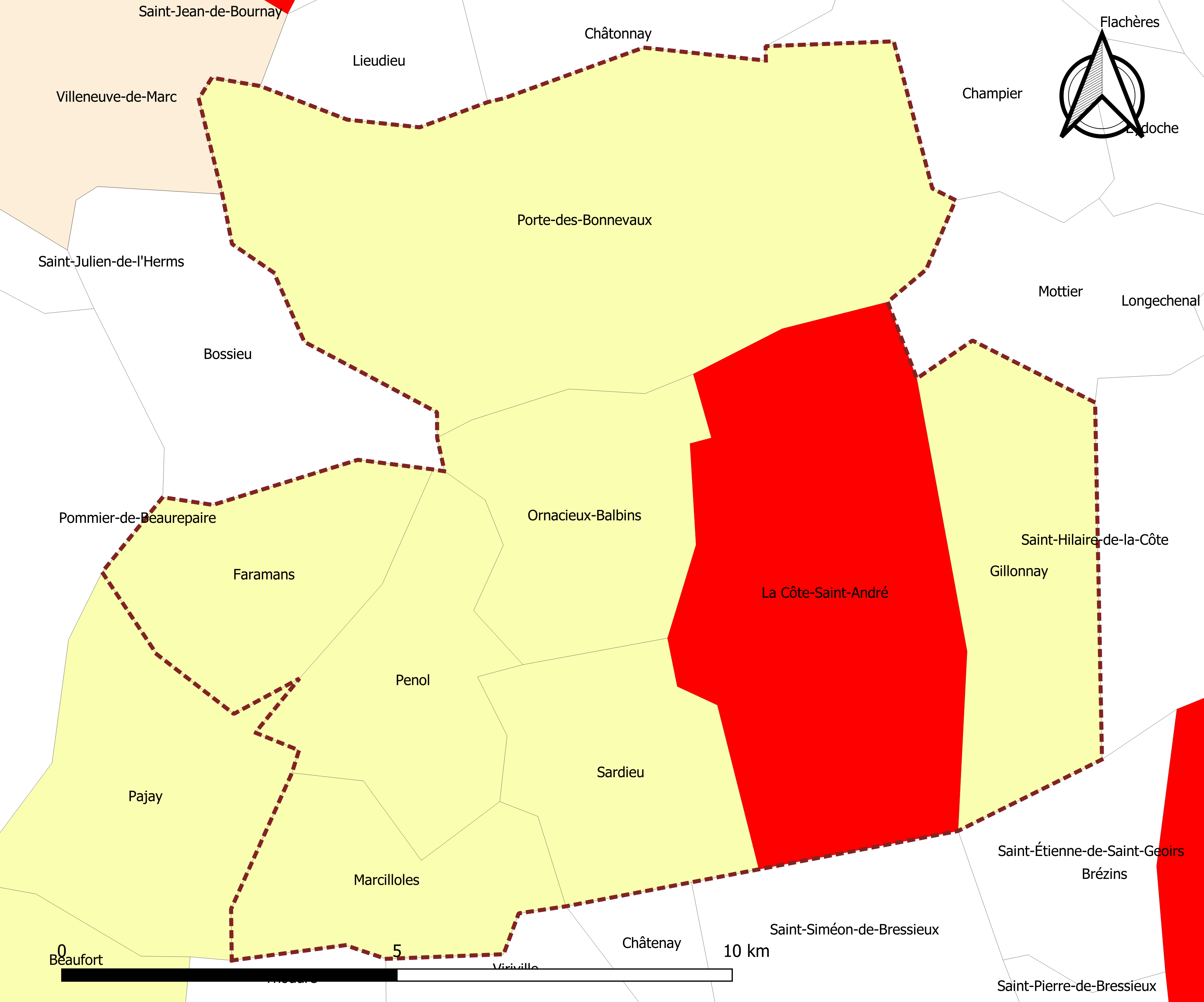
Carte de l'aire d'attraction de la Côte-Saint-André.
Commune-centre
Commune de la couronne

## Définition
L'aire d'attraction d'une ville est composée d’un pôle, défini à partir de critères de population et d’emploi ainsi que d’une couronne constituée des communes dont au moins 15 % des actifs travaillent dans le pôle. Le pôle d’attraction constitue ainsi un point de convergence des déplacements domicile-travail,.

## Géographie
L’aire d'attraction de la Côte-Saint-André est une aire intra-départementale qui comporte 8 communes dans l'Isère. 

### Composition communale
| Nom                                  | Code Insee | Département | Statut                 | Superficie (km2) | Population (dernière pop. légale) | Densité (hab./km2) | Modifier                                    |
| ------------------------------------ | ---------- | ----------- | ---------------------- | ---------------- | --------------------------------- | ------------------ | ------------------------------------------- |
| La Côte-Saint-André (commune-centre) | 38130      | Isère       | commune-centre         | 27,93            | 4 793 (2022)                      | 172                | modifier les données · modifier les données |
| Faramans                             | 38161      | Isère       | commune de la couronne | 10,79            | 1 148 (2022)                      | 106                | modifier les données · modifier les données |
| Gillonnay                            | 38180      | Isère       | commune de la couronne | 14,29            | 1 020 (2022)                      | 71                 | modifier les données · modifier les données |
| Marcilloles                          | 38218      | Isère       | commune de la couronne | 9,50             | 1 186 (2022)                      | 125                | modifier les données · modifier les données |
| Ornacieux-Balbins                    | 38284      | Isère       | commune de la couronne | 12,15            | 878 (2022)                        | 72                 | modifier les données · modifier les données |
| Penol                                | 38300      | Isère       | commune de la couronne | 12,16            | 377 (2022)                        | 31                 | modifier les données · modifier les données |
| Sardieu                              | 38473      | Isère       | commune de la couronne | 11,20            | 1 184 (2022)                      | 106                | modifier les données · modifier les données |
| Porte-des-Bonnevaux                  | 38479      | Isère       | commune de la couronne | 43,88            | 2 085 (2022)                      | 48                 | modifier les données · modifier les données |

## Démographie
Cette aire est catégorisée dans les aires de moins de 50 000 habitants, une catégorie qui regroupe 12,2 % de la population au niveau national,.